# 伊本·伊斯哈格
穆罕默德·伊本·伊斯哈格·伊本·亚萨尔（阿拉伯语：‎，羅馬化：Muḥammad ibn Isḥāq ibn Yasār；或簡略為伊本·伊斯哈格 ابن إسحاق，意為「伊斯哈格之子」）（卒於767或761年）是阿拉伯的穆斯林史學家。他搜集了伊斯蘭教先知穆罕默德的口述紀錄，這些紀錄是穆罕默德早期傳記的基礎。這種傳記通常稱作「真主使者的生平」（Sirah Rasul Allah）。

## 生平
根據紀尤姆（Guillaume (pp. xiii-xiv)）的說法，伊本·伊斯哈格大約於伊曆85年（約西元704年）生於麥地那。他是雅瑟的孫子。雅瑟在對抗哈立德·伊本·瓦利德的戰爭中戰敗被俘，押解至麥地那為奴。後來雅瑟皈依伊斯蘭教並被釋放。雅瑟的兒子伊斯哈格是個熱愛傳統的人，他搜羅並對人講述許多古代的故事。穆罕默德·伊本·伊斯哈格則克紹箕裘，承繼其父的志業。
伊本·伊斯哈格三十歲的時候旅行至伊斯蘭帝國的行省埃及，並前往聆聽亞濟德·伊本·艾布·哈畢卜（Yazid ibn Abu Habib）的演說。他後來往東旅行，抵達現今的伊拉克。當時的阿拔斯王朝早已推翻了倭馬亞王朝，於巴格達建立了新都。伊本·伊斯哈格前往巴格達，而且可能在王朝的統治階級中找到了贊助者（Robinson 2003, p. 27）。他於西元767年逝世於巴格達。

## 著作
伊本·伊斯哈格著作等身，但卻沒有一樣是留存至今的。他對穆罕默德生平事蹟的蒐集主要存在於兩個來源中：
- 他的學生巴卡義（al-Bakka'i）著有校訂本，後來經由伊本·希夏姆進一步補充。巴卡義的作品已經亡佚，只有伊本·希夏姆的版本尚以複本的形式保存至今（Donner 1998, p. 132）。

- 他的學生薩拉瑪·伊本·法德勒·安薩里（Salama ibn-Fadl al-Ansari）也著有校訂本。這個版本也已經亡佚，其大量的內容精華只出現在史學家塔巴里浩如煙海的著作中（Donner 1998, p. 132）。

- 至於其他零碎的校訂本，紀尤姆在其序言的羅馬數字第三頁中一一列出，但他認為這些版本都太過零碎，少有價值。

根據多納（Donner）的說法，伊本·希夏姆和塔巴裡的校訂本「實際上是一樣的」（Donner 1998, p. 132）。不過，塔巴裡的版本中也有伊本·希夏姆所沒有紀錄的東西。惡名昭著的撒旦經文只出現在塔巴裡的校訂本中，他記載穆罕默德在精靈的影響下把自己的話語加到《古蘭經》裡頭。但塔巴里只不過是所有事件報告的蒐集者而已，從來不過濾其真實性。
非阿拉伯語母語者所使用的伊本·伊斯哈格著作的英語版本是阿弗烈·紀尤姆（Alfred Guillaume）於1955年出版的。紀尤姆的版本結合各家的校訂本，塔巴里校本中引述伊本·伊斯哈格著作的部份則與伊本·希夏姆的版本合併。他認為這麼做可以補足失落的記載。紀尤姆校訂本中塔巴里所作的部份一目了然，雖然有時讀者很難看出此部分和紀尤姆個人文筆的分別（只標明了大寫的“T”）。

## 批評
伊本·伊斯哈格是自由意志論者，有些人因此認為他不可信賴。因此，有名的學者包括伊瑪目布哈里在內都極少引用他的作品。